# Размещение ценных бумаг
Размеще́ние (ценных бумаг) — этап эмиссии ценных бумаг, на котором происходит совершение сделок, направленных на отчуждение ценных бумаг их первым владельцем.
Выделяют также публичное размещение ценных бумаг — размещение ценных бумаг путём открытой подписки, в том числе размещение ценных бумаг на торгах фондовых бирж и иных организаторов торговли на рынке ценных бумаг.

## Осуществление размещения
Технически отчуждение ценных бумаг осуществляется путём:
- (в случае размещения именных ценных бумаг)

внесения приходных записей по счетам первых владельцев в регистраторе и/или депозитарии;
- (в случае размещения документарных облигаций с обязательным централизованным хранением)

внесения приходных записей по счетам депо первых владельцев в депозитарии;
- (в случае размещения документарных облигаций без обязательного централизованного хранения)

выдачи сертификатов документарных облигаций их первым владельцам.

## Сроки размещения
1. При эмиссии ценных бумаг, размещаемых одним из следующих способов, размещение происходит одномоментно:
  - при учреждении акционерного общества,
  - путём распределения среди акционеров,
  - путём конвертации при изменении номинальной стоимости, при изменении прав, при консолидации и дроблении.
2. При закрытой подписке размещение ценных бумаг начинается после государственной регистрации дополнительного выпуска ценных бумаг, а при открытой подписке — не ранее истечения двух недель с момента публикации сообщения о государственной регистрации дополнительного выпуска ценных бумаг в периодическом печатном издании, и продолжается до истечения наименьшего из следующих сроков:
  - одного года после начала размещения;
  - срока, указанного в решении о дополнительном выпуске ценных бумаг;
  - размещения последней из размещаемых ценных бумаг.